# Confrontos entre All Boys e Nueva Chicago no futebol
Os Confrontos entre All Boys e Nueva Chicago constituem um clássico do futebol argentino que reúne dois importantes clubes das divisões de acesso: All Boys e Nueva Chicago.
Um dado importante é que as equipes não tiveram a oportunidade de se enfrentar na Primeira Divisão já que o All Boys esteve no topo da competição de 1972 até 1980 e de 2010 até atualmente. Nueva Chicago também o fez em 1981 e 1982, de 2001 até 2003 e, pela última vez, de 2006 até 2007. Assim pode-se dizer que este é um clássico (talvez o mais importante) do futebol de acesso.
Este clássico já teve 123 edições oficiais.

## Origem
Esta rivalidade nasceu em 1937, quando as equipes se enfrentaram pela primeira edição da AFA da Primeira B. nessa primeira partida houve um empate em 4 a 4. O segundo jogo na era profissional teve de esperar até 1941, já que Nueva Chicago havia caído à Primeira C em 1937 e retornou 3 anos depois. Esse reencontro teve vitória do All Boys por 3 a 1 em pleno Mataderos. Dali por diante a equipe de Floresta sempre esteve melhor do que a equipe de Mataderos no retrospecto.

## Maiores goleadas
Maiores goleadas:
- Nueva Chicago 3 - 5 All Boys pela Primeira B em 1944
- All Boys 6 - 2 Nueva Chicago pela Primeira B em 1949
- All Boys 4 - 0 Nueva Chicago pela Primeira B em 1957

O clássico com maior quantidade de golos:
- Nueva Chicago 5 - 5 All Boys pela Primeira B em 1945

## Artilheiros
- Roberto Amorisa, do All Boys com oito golos
- Yacon Danón, do All Boys com seis golos

## Última partida
- Nueva Chicago 2 - 0 All Boys em 9 de junho de 2023[1]

## Retrospecto
123 partidas jogadas: All Boys venceu em 41 oportunidades e Nueva Chicago em 41, os demais resultados foram 41 empates.
Cabe destacar que Nueva Chicago só venceu o All Boys em Floresta uma vez em toda a história, um 3 a 0 válido pela Nacional B de 1997.

## Atualidade
Atualmente estão na Primera B Nacional onde fazem seu clássico de bairro. 